# グロタンディーク群
数学、特に抽象代数学においてグロタンディーク群（英: Grothendieck group）とは、可換なモノイドから最も普遍的な方法で構成されるアーベル群である。これは自然数から整数を構成する標準的な方法の一般化に相当する。この群は、圏論でのより一般的な構成から命名されている。それは、アレクサンドル・グロタンディークが1950年代中期にK-理論の発展をもたらした基本的な仕事の中で導入し、グロタンディーク・リーマン・ロッホの定理の証明を導いた。この記事においてどちらの構成も扱う。

## 可換モノイドのグロタンディーク群

### 動機付け
可換モノイド M が与えられたとき、加法逆元を導入することによって M から生じる「最も一般的な」アーベル群 K を構成したい。そのようなアーベル群 K は常に存在し、M のグロタンディーク群と呼ばれる。それは以下の普遍性によって特徴づけられ、 M から具体的に構成することもできる。

### 普遍性
M を可換モノイドとする。そのグロタンディーク群 K = K(M) は、以下の普遍性を持つアーベル群である。モノイド準同型 {\displaystyle i\colon M\rightarrow K} が存在し、任意の可換モノイド M からアーベル群 A への任意のモノイド準同型 {\displaystyle f\colon M\rightarrow A} に対し、一意に群準同型 {\displaystyle g\colon K\rightarrow A} が存在して、
{\displaystyle f=g\circ i}
となる。
これは、M の準同型像を含む任意のアーベル群 A は K の準同型像もまた含み、K は M の準同型像を含む「最も一般的な」アーベル群であるという事実を表現している。

### 明示的な構成
可換モノイド M のグロタンディーク群を構成するためには、まず、デカルト積
M × M
を構成する。2つの座標は、正の値の部分と負の値の部分を表現している、つまり直観的には (m, n) は、m − n と対応することを意味する。
M × M の加法は座標ごとに定義される。
(m1, m2) + (n1, n2) = (m1 + n1, m2 + n2).
次に、M × M 上の同値関係を定義する。ある M の元 k に対して m1 + n2 + k =  m2 + n1 + k であるとき、(m1, m2) は (n1, n2) と同値であるという（すべてのモノイドの中で簡約律が成り立つわけではないので、k は必要である）。K を同値類全体の集合と定義する。M × M 上の加法演算は同値関係と整合性を持っているから、K 上の加法が得られ、K はアーベル群になる。K の単位元は (m, m) の形の任意の元の同値類であり、 (m1, m2) の類の逆元は (m2, m1) の類である。準同型 i:M → K は元 m を (m, 0) の類に送る。
グロタンディーク群 K は生成元と関係式を用いて構成することもできる。(Z(M),+') により集合 M により生成される自由アーベル群を書くことにすると、グロタンディーク群 K は {\displaystyle \{(x+'y)-'(x+y)\mid x,y\in M\}} によって生成される部分群による Z(M) の商群である。（ここで +' は自由アーベル群 Z(M) における加法を表し、 + はモノイド M における加法を表す。）この構成には次のような利点がある。任意の半群 M に対して実行することができ、半群に対する対応する普遍性を満たす群、つまり、「M の準同型像を含む最も一般的で最も小さい群」、が生じる。これは「半群の group completion」あるいは「半群の分数群 (group of fractions of a semigroup)」として知られている。

### 性質
圏論のことばでは、任意の普遍的構成から関手が生じる。したがって可換モノイドの圏からアーベル群の圏への、可換モノイド M をそのグロタンディーク群 K に送る函手を得る。この函手は、アーベル群の圏から可換モノイドの圏への忘却函手の左随伴である。
可換モノイド M に対し、写像 i : M → K が単射であることと M が消約律を満たすことは同値であり、全単射であることと M が既に群であることは同値である。

### 例： 整数と、多様体や環のグロタンディーク群
グロタンディーク群の最も単純な構成例は、自然数から整数の構成である。まず、自然数と通常の加法は、確かに可換モノイド (N, +) を形成する。ここで、グロタンディーク群の構成を使うと、自然数の形式的な差として元 n - m を得、同値関係
{\displaystyle n-m\sim n'-m'\iff n+m'=n'+m}
を得る。ここで、すべての n ∈ N に対して、
{\displaystyle n:=[n-0]},
{\displaystyle -n:=[0-n]}
と定義する。これは、整数 Z を定義する。実際、この構成は自然数から整数を構成する通常の方法である。より詳細な説明は整数の構成を参照。
グロタンディーク群は K-理論の基本的な構成である。コンパクト多様体 M の群 K0(M) は M 上の有限ランクのベクトル束のすべての同型類からなる可換モノイドにモノイド演算を直和で与えたグロタンディーク群と定義される。これは多様体からアーベル群への反変関手を与える。関手は位相的K-理論において研究され拡張されている。
（可換でなくてもよい）環 R の 0 次代数 K 群 K0(R) は R 上有限生成射影加群の同型類からなるモノイドでモノイド演算が直和によって与えられるもののグロタンディーク群である。このとき K0 は環からアーベル群への共変関手である。
これら 2 つの例は関係している： R がコンパクト多様体 M 上の（複素数値としよう）滑らかな関数全体の環 C∞(X) である場合を考えよう。この場合射影 R-加群は（セール・スワンの定理によって）M 上のベクトル束に双対である。したがって K0(R) と K0(M) は同じ群である。

## グロタンディーク群と拡大
グロタンディーク群と名のついた別の構成は、次のような構成である。R をある体 k 上の有限次元代数、あるいはより一般的にアルティン環とする。グロタンディーク群 G0(R) を有限生成 R-加群の同型類の集合 {\displaystyle \{[X]\mid X\in R\mathrm {-Mod} \}} で生成されたアーベル群とし、次の関係が成り立つとする。R-加群のすべての短完全列
{\displaystyle 0\to A\to B\to C\to 0}
が関係式
{\displaystyle [A]-[B]+[C]=0}
を満たすとする。
これらの生成子と関係式により定義される可換群がグロタンディーク群 G0(R) である。
この群は普遍性を満たす。予備的な定義をする。同型類の集合からアーベル群 A への函数 χ が加法的とは、各々の完全系列 0 → A → B → C → 0 に対し、{\displaystyle \chi (A)-\chi (B)+\chi (C)=0} であることをいう。すると、任意の加法的函数 χ: R-mod → X に対し、一意に群準同型 f: G0(R) → X が存在し、χ が f を通して分解し、各々の {\displaystyle {\mathcal {A}}} の対象を G0(R) の中の同型類を表現する元への写像となる。具体的には、このことは f はすべての有限生成 R-加群 V に対し、等式 f([V]) = χ(V) を満たし、f はそのように写像する唯一の群準同型である。
加法的函数の例は、表現論から来る指標函数である。R を有限次元 k-代数とすると、指標 χV: R → k を、すべての有限次元 R-加群 V と結びつけることができる。χV(x) は、元 x ∈ R の乗法で与えられる V 上の k-線型写像のトレースとして定義される。
適当な基底を選び、対応する区分三角形式の行列として書くと、指標は上記の意味で加法的であることが容易に分かる。普遍性により、このことが「普遍指標」 {\displaystyle \chi :G_{0}(R)\to \mathrm {Hom} _{K}(R,K)} を与え、{\displaystyle \chi ([V])=\chi _{V}} となる。
k = C とし、R を有限群 G の群環 C[G] とすると、この指標は自然な G0(C[G]) と指標環 Ch(G) の同型を与える。有限群のモジュラー表現論では、k は p 個の元を持つ有限体の代数的閉包 {\displaystyle {\overline {\mathbf {F} }}_{p}} でもよい。この場合、各々の k[G]-加群をブラウアー指標に対応させる定義された似たような写像も、ブラウアー指標環の上への自然な同型 {\displaystyle G_{0}({\overline {\mathbf {F} }}_{p}[G])\to \mathrm {BCh} (G)} をもたらす。このようにグロタンディーク群は表現論において現れる。
この普遍性は、G0(R) を一般化されたオイラー標数の「普遍的受け皿(universal receiver)」とする。特に、すべての R-加群の中の対象の有界鎖複体
{\displaystyle \cdots \to 0\to 0\to A^{n}\to A^{n+1}\to \cdots \to A^{m-1}\to A^{m}\to 0\to 0\to \cdots }
に対して、標準的な元
{\displaystyle [A^{\ast }]=\sum _{i}(-1)^{i}[A^{i}]=\sum _{i}(-1)^{i}[H^{i}(A^{\ast })]\in G_{0}(R)}
を得る。事実、グロタンディーク群は、元来、オイラー標数の研究のために導入された。

## 完全圏のグロタンディーク群
これら 2つの概念の共通な一般化は、完全圏 {\displaystyle {\mathcal {A}}} のグロタンディーク群により与えられる。単純化された完全圏は、別の短系列 A → B → C の類を持つ加法圏である。この別な系列は「完全系列」と呼ばれる。別のクラスの正確な公理はグロタンディーク群を構成する上で問題ではない。
完全圏のグロタンディーク群は、前と同様に圏 {\displaystyle {\mathcal {A}}} の対象（の同型類）の生成子 [M] を持ち、各々の完全系列
{\displaystyle A\hookrightarrow B\twoheadrightarrow C}
に対する関係式
{\displaystyle [A]-[B]+[C]=0}
を持つアーベル群として定義される。
あるいは完全圏のグロタンディーク群を普遍性を使い定義することもできる。アーベル群 G を写像 {\displaystyle \phi :\mathrm {Ob} ({\mathcal {A}})\to G} がグロタンディーク群 {\displaystyle {\mathcal {A}}} であるとは、{\displaystyle {\mathcal {A}}} からアーベル群 X へのすべての｢加法的」写像 {\displaystyle \chi \colon \mathrm {Ob} ({\mathcal {A}})\to X} （上の意味で「加法的」とは、すべての完全系列 {\displaystyle A\hookrightarrow B\twoheadrightarrow C} に対し、{\displaystyle \chi (A)-\chi (B)+\chi (C)=0} となることである）は、一意に φ を通して分解することである。
「完全」の意味を標準的な解釈をすると、すべてのアーベル圏は完全圏である。このことは、{\displaystyle {\mathcal {A}}:=R}-mod としたとき、{\displaystyle {\mathcal {A}}} とする有限生成 R-加群の前のセクションでのグロタンディーク群の考え方をもたらす。前のセクションでは、R はアルティン的であり（従って、ネター的（Noetherian)である）ことを前提とするので、すでに実際はアーベル的である。
他方、この系列だけで包含写像と射影射をもつ {\displaystyle A\hookrightarrow A\oplus B\twoheadrightarrow B} の形をした系列を完全ということにすると、すべての加法圏も完全である。この過程は、可換モノイド {\displaystyle (\mathrm {Iso} ({\mathcal {A}}),\oplus )} のグロタンディーク群を、最初の意味で生成する（ここに {\displaystyle \mathrm {Iso} ({\mathcal {A}})} は、{\displaystyle {\mathcal {A}}} の中では（基本的性格を除き）同値類の「集合」を意味する）。

## 三角圏のグロタンディーク群
さらに一般化すると、三角圏のグロタンディーク群も定義することができる。この構成は本質的には同じであるが、完全三角形 X → Y → Z → X[1] に対して関係式 [X] - [Y] + [Z] = 0 を使う。

## さらなる例
- 体 k 上の有限次元ベクトル空間のアーベル圏では、2つのベクトル空間が同値であることと、それらが同じ次元であることは同値であり、従って、ベクトル空間 V に対し同値類は {\displaystyle K_{0}(\mathrm {Vect} _{\mathrm {fin} })} の中で {\displaystyle [V]=[k^{{\mbox{dim}}(V)}]} である。さらに、完全系列

{\displaystyle 0\to k^{l}\to k^{m}\to k^{n}\to 0}
に対して、m = l + n であるので、
{\displaystyle [k^{l+n}]=[k^{l}]+[k^{n}]=(l+n)[k]}
となる。従って、{\displaystyle [V]=\operatorname {dim} (V)[k]} に対し、グロタンディーク群 {\displaystyle K_{0}(\mathrm {Vect} _{\mathrm {fin} })} は Z と同型であり、[k] により生成される。結局、有限次元ベクトル空間 V* の鎖複体に対し、
{\displaystyle [V^{*}]=\chi (V^{*})[k]}
であり、ここに {\displaystyle \chi } は、
{\displaystyle \chi (V^{*})=\sum _{i}(-1)^{i}\operatorname {dim} V=\sum _{i}(-1)^{i}\operatorname {dim} H^{i}(V^{*})}
により定義される標準的オイラー特性数である。
- 環付き空間 {\displaystyle (X,{\mathcal {O}}_{X})} に対して、X 上のすべての局所自由層からなる圏 {\displaystyle {\mathcal {A}}} を考えることができる。すると K0(X) はこの完全圏のグロタンディーク群として定義され、再びこれは関手を与える。
- 環付き空間 {\displaystyle (X,{\mathcal {O}}_{X})} に対し、圏 {\displaystyle {\mathcal {A}}} を X 上のすべての連接層の圏として再定義する。このことは、ネター環 R 上の有限生成加群の圏である {\displaystyle {\mathcal {A}}} の特別の場合（環付き空間がアフィンスキームの場合）を含んでいる。どちらの場合も、{\displaystyle {\mathcal {A}}} はアーベル圏であり、前提的に、完全圏であるので、上の構成が適用される。
- R がある体上の有限次元代数である場合には、（有限生成加群の短完全列によって定義された）グロタンディーク群 G0(R) と（有限生成射影加群の直和によって定義された） K0(R) は一致する。実は、これらの群は単純 R-加群の同型類によって生成された自由アーベル群に同型である。

- 環や環付き空間には他にもグロタンディーク群 G0 が存在し、有益なこともある。圏が環付き空間のすべての準連接層の圏として選択された場合は、アフィンスキームでのある環 R 上の全ての加群の圏へ還元される。G0 は函手ではないが、しかし、重要な情報を持っている。

- （有界）導来圏は三角圏であるので、導来圏のグロタンディーク群が存在する。このことは、たとえば表現論に応用を持っている。非有界な圏に対しては、グロタンディーク群は消滅する。複素有限次元の正の次数付き代数の導来圏に対し、非有界な導来圏の中に、そのグロタンディーク群が q-進完備な A のグロタンディーク群を含む部分圏が存在する。